# Ransal
Ransal es una casería perteneciente a la parroquia de Rozadas, en el concejo de Boal, comarca de Eo-Navia, Principado de Asturias, España.
Está actualmente deshabitada (INE, 2013), y se encuentra a unos 450 m de altura sobre el nivel del mar. Dista aproximadamente 11 km de la capital del concejo, tomando desde ésta la carretera AS-22 en dirección a Vegadeo.